# Niederländischer Postkurs
Der Niederländische Postkurs war seit der Gründung unter König Maximilian I. im Jahre 1490 ein europäischer Hauptpostkurs und zugleich die erste dauerhaft betriebene Postlinie im Heiligen Römischen Reich. Die Route verlief über Alt- und Reichsstraßen und verband Innsbruck mit den Niederlanden und Italien.
In den Niederlanden waren seit 1505 Mechelen oder Brüssel die Endpunkte, ab 1516 nur noch Brüssel, wo unter Karl V. eine neue Zentrale mit Generalpostmeistern aus der Familie der Taxis entstand.
Nach der Abdankung Karls V. und der Reichsteilung fielen die Niederlande und die italienischen Besitzungen an Spanien. Seitdem war der Niederländische Postkurs sowohl eine Transitroute zwischen den Spanischen Niederlanden und den italienischen Besitzungen der Spanischen Habsburger als auch der zentrale Postkurs der Kaiserlichen Post innerhalb des Heiligen Römischen Reiches. Durch die Eroberungskriege Ludwigs XIV. verlor dieser Postkurs zunehmend an Bedeutung. Mit der französischen Besetzung der Spanischen Niederlande und Luxemburgs zu Beginn des Spanischen Erbfolgekrieges und der Aufkündigung des spanisch-niederländischen Postgeneralats der Thurn und Taxis im Jahre 1701 endete der spanische Transitpostkurs von den Niederlanden nach Italien.

## Gründung

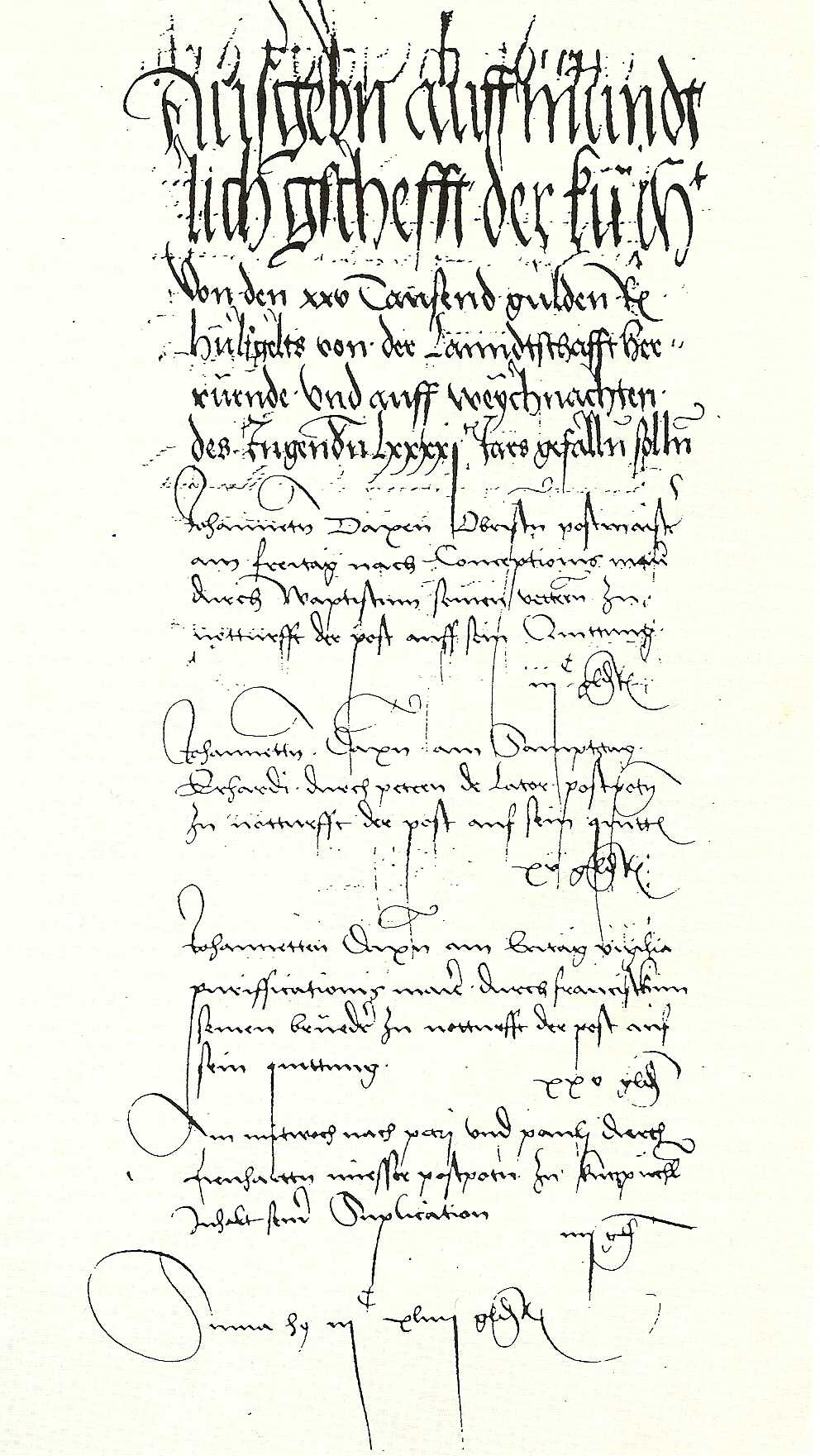
Zahlungen für die Post in den Innsbrucker Raitbüchern 1489/90

Das Jahr 1490 gilt als das Gründungsjahr des neuzeitlichen europäischen Postwesens. Nach der Übernahme Tirols beauftragte Maximilian I. mehrere Mitglieder der italienischen Kurierfamilie Tasso, wie Janetto, dessen Bruder Franz und deren Neffen Johann Baptista eine Postfelleisen- und Kurierroute zwischen den Burgundischen Niederlanden, wo sein minderjähriger Sohn Philipp erzogen wurde, und seiner Residenz Innsbruck einzurichten, mit einer Fortsetzung über Südtirol nach Italien. Neben Innsbruck hatte Maximilian die Freie Reichsstadt Speyer als Anlaufstelle für die Briefe der Fürsten und Reichsstände vorgesehen: „nach dem Speyer an einem gelegen endt ligt“. In einem Brief vom 14. Juli 1490 beklagte er sich beim Rat der Stadt Speyer, dass er noch immer keine Antwort erhalten hatte, obwohl er sechzig Gulden geschickt hatte, um dort einen Fußboten und einen Postreiter zu stationieren. Nachdem auch dieser Brief unbeantwortet blieb, richteten die Taxis im Dorf Rheinhausen auf der östlichen Rheinseite neben der Fähre eine Poststation ein. Der erste Rheinhausener Posthalter war der Fährmann, der sein Amt nachweisbar von 1495 bis 1499 ausübte.
Weitere Quellen sind die Innsbrucker Raitbücher sowie die Aufzeichnungen Heinrich Löhlins in der Memminger Stadtchronik
Item inn dem Jar legt der Römische König reitbotten
von dem land ostereich, biis in das Niderlandt, biis in
franckrich auch biis gehn Rohm, und lag allweg ein potten
5. meils weeg von einander …
Die entscheidende Neuerung gegenüber dem bestehenden Botensystem bestand darin, dass es Poststationen gab, auf denen die Reiter und Pferde wechselten und nur das verschlossene und versiegelte Felleisen mit den Briefschaften wie bei einer Staffel weitergereicht wurde. Da die Post auch nachts ritt, verkürzte sich die Wegezeit erheblich, was auch aus der Memminger Chronik hervorgeht. Zunächst wurden fast nur in unbefestigten Dörfern Pferdewechselstationen eingerichtet, weil die Städte nachts die Tore schlossen. Der Abstand zwischen den einzelnen Stationen betrug ursprünglich 5 lange Meilen, was etwa 37,5 km entsprach.
Diese ersten Postkurse dienten einerseits dem Transport von Postfelleisen, waren anderseits aber auch Kurierrouten. Daneben boten sie vielen Postreisenden die Möglichkeit, auf den Relaisstationen die Pferde zu wechseln und mit Begleitung zur nächsten Wechselstation zu reiten. Ein Beispiel dafür ist das Tagebuch des Lucas Rem, eines Augsburger Kaufmanns in Diensten der Welser.

## Die Anfänge

### Postkurs von 1490/91
Nach der Memminger Chronik und weiteren Quellen ritt die Post im Jahre 1490 von den Niederlanden über Rheinhausen, Elchingen, Pleß und Kempten nach Innsbruck und Italien.
Bereits im Jahre 1491 gab es eine erste Änderung. So verlief der Postkurs von Innsbruck aus ab Pleß weiter östlich über Mindelheim statt über Kempten.
Schon hieraus wird deutlich, dass es noch keine festen Poststationen gab. Dies geht auch aus der Memminger Chronik hervor, wo berichtet wird, dass die Postreiter in Herbergen stationiert waren.
Dass auch die Routen variabel waren und sich nach dem Aufenthaltsort von Maximilian I. und seinem begrenzten Budget richten, bestätigen viele spätere Belege. So wurden Poststationen aufgehoben, neue Postkurse häufig nur kurzfristig eingerichtet und wieder aufgekündigt, oder die Postreiter liefen mangels Bezahlung weg.

### Postkurse 1495–1499

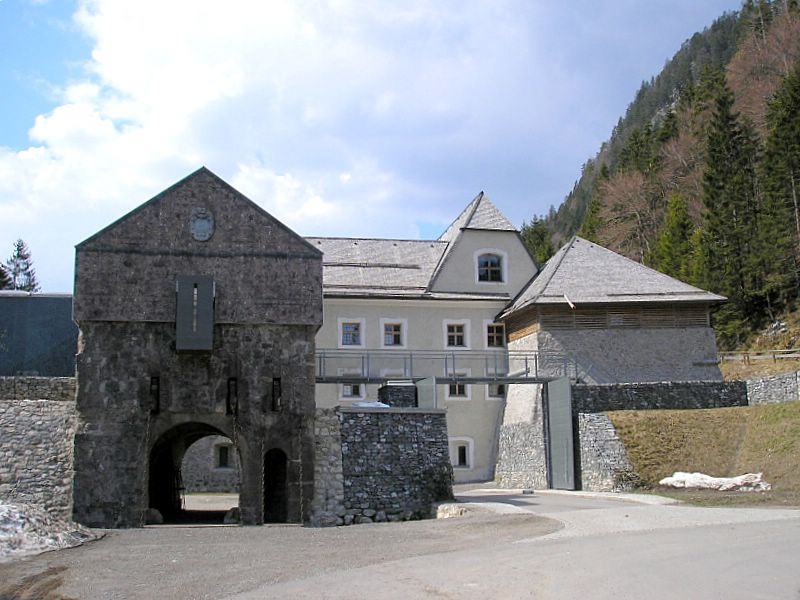
Ehrenberger Klause

Zum Wormser Reichstag im Jahre 1495 ließ Ludovico Sforza, der Onkel von Maximilians zweiter Gemahlin Bianca Maria Sforza, von Mailand aus einen neuen Postkurs nach Worms anlegen. Dieser führte ab Bormio durch Tirol mit Mals (Südtirol), dann über Landeck, an Innsbruck vorbei über Prutz, Nassereith, die Ehrenberger Klause bei Reutte, Durach bei Kempten, Boos im Nordosten von Memmingen, Pfuhl bei Ulm, Cannstatt, Knittlingen und Rheinhausen nach Worms, was durch mehrere Poststundenpässe belegt ist. Auch ein Postkurs in die Niederlande ist durch einen Brief aus Antwerpen belegt. Dort beschwerte man sich, dass der Postverkehr nur schleppend verlief, und dass ein Brief von Worms nach Antwerpen 10 Tage gebraucht hätte. Dieser Postkurs bestand nachweisbar bis 1496. In einem Brief vom 24. Juli 1496 schrieb Maximilians Sohn Philipp, dass er einen neuen Postkurs von Mechelen nach Worms eingerichtet hat.
Nach Dokumenten aus den Jahren 1494 und 1499 verlief die nördliche Route zu dieser Zeit ab Worms am Rhein entlang über Bingen, Koblenz, Köln und Jülich, wobei keine Zwischenstationen genannt wurden. Der Endpunkt des Postkurses war abhängig vom Aufenthaltsort Philipps, wobei Antwerpen (1495–1496), Mechelen (1496) und Gent (1501) belegt sind.

### Der Postkurs von 1506
Im Postvertrag vom 18. Januar 1505 zwischen Philipp dem Schönen und Franz von Taxis wurden genaue Zeitvorgaben vereinbart, wobei auch die Start- und Zielorte und die Beförderungszeiten genannt wurden. Nach diesem Vertrag durfte die Wegezeit von Brüssel oder Mechelen nach Innsbruck im Sommer nicht mehr als 5,5 Tage, im Winter nicht mehr als 6,5 Tage betragen. Nur für die kriegsbedingte Sonderroute nach Geldern war bereits ein Abstand von 4 Meilen (etwa 30 km) zwischen den Poststationen festgelegt. Philipp übernahm die Kosten bis zum Aufenthaltsort Maximilians innerhalb des Reiches. Die Bezahlung eines Postkurses nach Italien war nicht im Vertrag vorgesehen.
Nach einem von Franz von Taxis initiierten Poststundenpass vom 25. März 1506 wurden folgende Poststationen angeritten:
| Malines/Mechel        | = Mechelen (Start der Stafette)                                |
| Rellar                | = Rillaar bei Aarschot                                         |
| [NN]                  | Name der Poststation fehlt                                     |
| Peudargent            | Identifizierung zweifelhaft, Bois d’argenteau, oder Eigenname? |
| „Vee“ oder „Der vee“  | Identifizierung unsicher                                       |
| Bulesem               | = Büllesheim (Groß- oder Kleinbüllesheim) bei Euskirchen       |
| Bryssche              | = Breisig                                                      |
| Hatsport/Hatzenporten | = Hatzenport (Moselfähre)                                      |
| Rempolen              | = Rheinböllen                                                  |
| Flonem                | = Flonheim                                                     |
| Heppenheim            | = Heppenheim bei Worms                                         |
| Speir                 | = Speyer, Vorbeiritt                                           |
| Hausen                | = Rheinhausen                                                  |
| [NN]                  | Name der Poststation fehlt                                     |
| Blochingen            | = Plochingen, nahe der späteren Poststation Deizisau           |
| Gingen                | = Gingen zwischen Göppingen und Geislingen                     |
| Sefflingen            | = Söflingen bei Ulm                                            |
| Bless                 | = Pleß bei Memmingen                                           |
| [NN]                  | Name der Poststation fehlt                                     |
| [NN]                  | Name der Poststation fehlt                                     |
| Lermos                | = Lermoos                                                      |
| Pairwies              | = Barwies                                                      |
| Ispruch               | = Innsbruck                                                    |

In Innsbruck nahm Gabriel von Taxis am 31. März das Felleisen in Empfang und leitete es nach Wiener Neustadt weiter, wo sich Maximilian I. zu diesem Zeitpunkt aufhielt.

### Poststationen nach dem Tagebuch des Lucas Rem 1515
In den Jahren danach wurde auch Augsburg mehrfach in den Postkurs eingebunden, sodass sich die Wegstrecke nach Innsbruck verlängerte. Im Jahr 1515, als sich Maximilian I. in den Habsburger Stammlanden aufhielt, war Augsburg ganzjährig an den Niederländischen Postkurs angeschlossen und es gab von dort aus kurzfristig einen Abzweiger nach Wien. Im selben Jahr ritt der Augsburger Kaufmann Lucas Rem in der Zeit vom 6. bis 13. Oktober in knapp sechs Tagen auf der Postroute von Brüssel nach Augsburg.
„adi. 6. Ottob. 1515 ritt ich aus Antorff gen Brüssel. Adi 7 dito fruo rit ich alda aus auf der post, und ritt 5. 3. 4. 3. 4. 4. posten, (und) in 6 tagen gen Augsburg, dan ich 13 dito fruer, dan ich zu Antorff fruo ausritt, kam.“
Sein Rückweg war kaum langsamer.
„adi 4 December nachtz rit Ich aus Augspurg auf der post. Dieselbe nacht nur 1, darnach 3. 3. 3. 3. 5. 2. 3. posten. Kam gen Brussel adi 11. ..“
Demnach gab es im Jahre 1515 zwischen Augsburg und Brüssel 23 Poststationen. Leider nannte Rem nicht die Orte, über die er geritten ist. Seine nächste Reise von Augsburg nach Brüssel und Antwerpen unternahm Rem im September 1518. Bei der Rückreise im Januar 1519 ritt er wieder „mit den posten zuo post“.

### Poststationen nach dem Postvertrag von 1516
Der Postvertrag vom 12. November 1516 zwischen dem 16-jährigen König Karl von Spanien, dem späteren Kaiser Karl V., Franz von Taxis sowie dessen Stellvertreter Johann Baptista von Taxis sah eine Umstrukturierung, die Kündigung mehrerer „Posten“ (Postreiter, bzw. Posthalter), eine Reduzierung der Zeitvorgaben und die Einrichtung neuer Postkurse, auch nach Italien vor. Der durchschnittliche Abstand zwischen den Poststationen sollte nicht länger als 4 Meilen sein und an jeder Poststation sollten zwei Pferde bereitgehalten werden.
Möglicherweise war bereits zu diesem Zeitpunkt ein Postkurs von Brüssel über Flamisoul, Arzfeld, die Moselfähre bei Lieser, den Hunsrück, Rheinhessen und Württemberg geplant, der jedoch wegen der Ächtung Herzog Ulrichs durch Kaiser Maximilian I. am 11. Oktober 1516 und der späteren Unpassierbarkeit Württembergs höchstens kurzfristig bestand. So erhielt Gabriel von Taxis im Mai 1518 von Maximilian I. den Befehl, den Kurs in die Niederlande so zu verlegen, dass er keinesfalls Württemberg berührte. Schon vorher geht aus den Innsbrucker Raitbüchern des Jahres 1517 hervor, dass ein Postkurs in die Niederlande über Markdorf am Bodensee verlief. Auch Rem berichtete über einen Umweg. Ab dem 19. Januar 1519 ritt er auf der Post von Brüssel über Namur und Bastogne (Flamisoul) bis Straßburg, wählte aber anschließend trotz Bedenken wegen Herzog Ulrichs Belagerung von Reutlingen ab Straßburg einen kürzeren Weg über Württemberg, was durch die bereits im Mittelalter entstandene Vernetzung von unabhängigen Herbergen mit Mietpferden möglich wurde. Zusammen mit den Angaben von Rem ergibt sich, dass die Route bis 1519 über Namur, „Bastuan“ (= Bastogne, Flamisoul), die Ardennen, Lothringen, Straßburg und weiter über Markdorf am Bodensee nach Innsbruck verlief.

## Einrichtung fester Poststationen

### Nach 1519
Nach dem Tod Kaiser Maximilians I., noch vor der Vertreibung Herzog Ulrichs durch den Schwäbischen Bund ließ der neue Generalpostmeister Johann Baptista von Taxis den Postkurs im April 1519 auf eine kürzere Route zurückverlagern. Das Finanz- und Handelszentrum Augsburg wurde erneut einbezogen, auch wegen der kostspieligen Königswahl. Wahrscheinlich bestand kurzfristig ein Abzweiger zum Wahlort Frankfurt am Main. Nachdem Karl V. am 28. Juni 1519 zum deutsch-römischen König gewählt worden war, ritt Johann Baptista von Taxis als Kurier von Frankfurt nach Brüssel und konnte bereits zwei Tage später das Wahlergebnis dem Brüsseler Hof melden. Demnach war der Postkurs für Kuriere und Postreisende wieder so schnell wie bei Rems Reise 1515. Quellen aus den Folgejahren bezeugen, dass die Post im Nordwesten auf einer anderen Route als 1506 ritt und dass es von nun ab auf dem Hauptkurs feste Poststationen gab, die von Posthaltern geleitet wurden.

### Poststationen im nördlichen Teil der Route
Der bislang älteste Beleg für den Verlauf des nördlichen Teils der Route ist ein Reitplan für Postreisende, in dem die Poststationen zwischen Brüssel und Speyer aufgelistet sind. Dieser Reitplan war ein Anhang zu einem standardisierten Empfehlungsschreiben („Passbrief“) des Generalpostmeisters Johann Baptista von Taxis vom 22. Januar 1522 an alle Posthalter zwischen Brüssel und Innsbruck. Darin wurden alle Posthalter aufgefordert, den Berechtigten bevorzugt zu behandeln und ihm zwei Pferde, sowie ein Geleit zur Verfügung zu stellen. Ferner durften sie nicht mehr als einen Gulden verlangen. Folgende Poststationen mitsamt den Reitzeiten werden auf dem Reitplan genannt:
| A Vauer       | 4 hora | Wavre                                   |  |
| A namur       | 6 .    | Namur                                   |  |
| Embtim        | 4 .    | Emptinne                                |  |
| A lignieres   | 5 .    | Lignières                               |  |
| A flemesen    | 4      | Flamisoul bei Bastogne                  |  |
| A Arsfeldt    | 8      | Arzfeld                                 |  |
| A Natten      | 3      | Nattenheim                              |  |
| A lisur       | 4      | Lieser                                  |  |
| A la musele   | 4      | Lieserer Moselfähre                     |  |
| A Eckwiller   | 5      | Eckweiler                               |  |
| A flonnen     | 5      | Flonheim                                |  |
| A puffelken   | 3      | Pfiffligheim? oder Bobenheim? bei Worms |  |
| A Spira       | 6      | Speyer                                  |  |
| (Rheinhausen) |        | (ungenannt)                             |  |

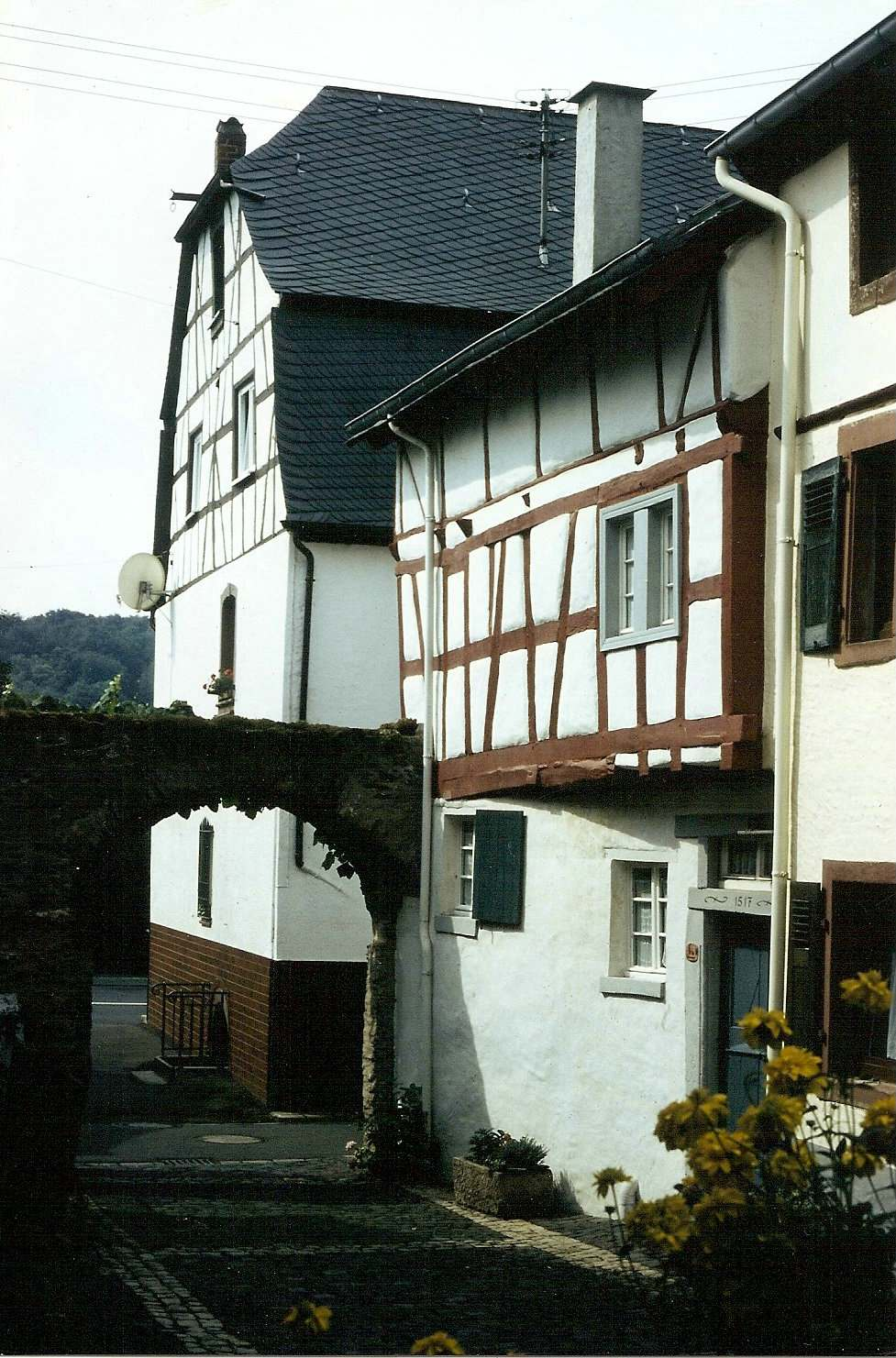
Ältestes Haus am Posthof zu Lieser, frühes 16. Jahrhundert

Diese Post- und Pferdewechselstationen sind auch später belegt, wie Arzfeld im Jahre 1537 in den Abrechnungen von Schloss Neuerburg. Auch Flonheim ist zwischen 1540 und 1550 noch mehrfach bezeugt, wurde aber vor 1563 durch Wöllstein ersetzt.

### Poststationen im südlichen Teil der Route
Vor der Abreise Karls V. nach Spanien im Jahre 1522 wurde die Verwaltung der Habsburger Gebiete neu geregelt. Karls Bruder Ferdinand übernahm Tirol, Inner-, Nieder- und Oberösterreich, sowie die Vorlande, mit Ausnahme des Elsass und daneben kommissarisch das Herzogtum Württemberg, das nach der Vertreibung Herzog Ulrichs an Karl V. gefallen war. Margarete von Österreich, die Tante Karls V. und Ferdinands I., wurde erneut Statthalterin der Niederlande.
Im Jahre 1522 ist ein Postkurs von Innsbruck über Trient nach Rom belegt. 1523 richtete der Innsbrucker Hofpostmeister Gabriel von Taxis im Auftrag Ferdinands I. unter Nutzung der Niederländischen Postroute einen Postkurs von Trient nach Stuttgart ein, das bis zur Rückkehr Herzog Ulrichs nach der Schlacht bei Lauffen im Jahre 1534 in Habsburger Besitz war. Nach der Postordnung von 1523 teilten sich die Tiroler Rechnungskammer und die Brüsseler Zentrale die Kosten für die Betreibung der festen Poststationen. Ab Trient wurden folgende Poststationen angeritten: Neumarkt, Bozen, Kollmann, „Newenstift“ (Kloster Neustift), Sterzing, Steinach, Innsbruck, Barwies, Lermoos, Füssen, Brugg, Hurlach, Augsburg, Roßhaupten (Rochapt), Elchingen, Altenstadt, Ebersbach, Stuttgart. Augsburg war seit 1520 endgültig in die Streckenführung eingebunden. Cannstatt wurde nicht explizit genannt, sodass unsicher bleibt, wann die seit 1561 bezeugte Poststation entstand.
Als nächste Station auf dem Weg nach Norden ist bereits um 1520 Enzweihingen unter dem Posthalter Hieronymus (Jeremias) von Taxis belegt. Danach folgten Diedelsheim bei Bretten (1563 durch Knittlingen ersetzt) und später auch Bruchsal, bevor Rheinhausen mit der Fähre nach Speyer erreicht war.
Von nun ab änderte sich der Verlauf des Postkurses nur noch geringfügig, sofern nicht, wie im Dreißigjährigen Krieg, Routenverlagerungen nötig wurden. Siehe hierzu die Liste der nach 1519 belegten Poststationen, in der auch die späteren zusätzlichen Zwischenstationen genannt werden.

### Abzweiger
Abzweiger von diesem Hauptpostkurs gab es anfangs hauptsächlich zu Reichstagen, an denen Ferdinand I. oder ein Vertreter teilnahmen. Ebenso existierte bis 1527 ein Abzweiger der Hofpost von Innsbruck nach Wien und zu den Residenzen Ferdinands. (siehe auch Hauptartikel Österreichische Postgeschichte bis 1806). Nach der Wahl Ferdinands zum böhmischen König im Jahre 1527 entstand ein Abzweiger von Augsburg nach Prag, und der Abzweiger von Innsbruck nach Wien wurde aufgehoben. Von Rheinhausen zweigte bereits in den Jahren 1521–1522 ein Postkurs nach Ensisheim im Elsass ab.

## Regelmäßiger Postverkehr nach 1530
Mit dem höheren Postaufkommen setzte um 1534 eine Verregelmäßigung des Postverkehrs ein. Nach italienischen Quellen gab es 1539 zwei Beförderungsarten auf der Niederländischen Postroute, die Ordinaripost (normale Post), die an festgelegten Tagen ritt, und die Extraordinaripost (Eilpost, Sonderpost). Es bestand ein regelmäßiger Ordinaripostverkehr zwischen Rom und Flandern sowie zwischen Venedig und Flandern.
Im Jahre 1545 verbot Karl V. allen Kaufleuten, besonders denen aus Antwerpen, ihre Briefe durch eigene Boten und Kuriere mittels Pferdewechsel zu befördern. Stattdessen sollten sie ihre Briefe mit der Post schicken.

## Poststationen zwischen 1540 und 1560

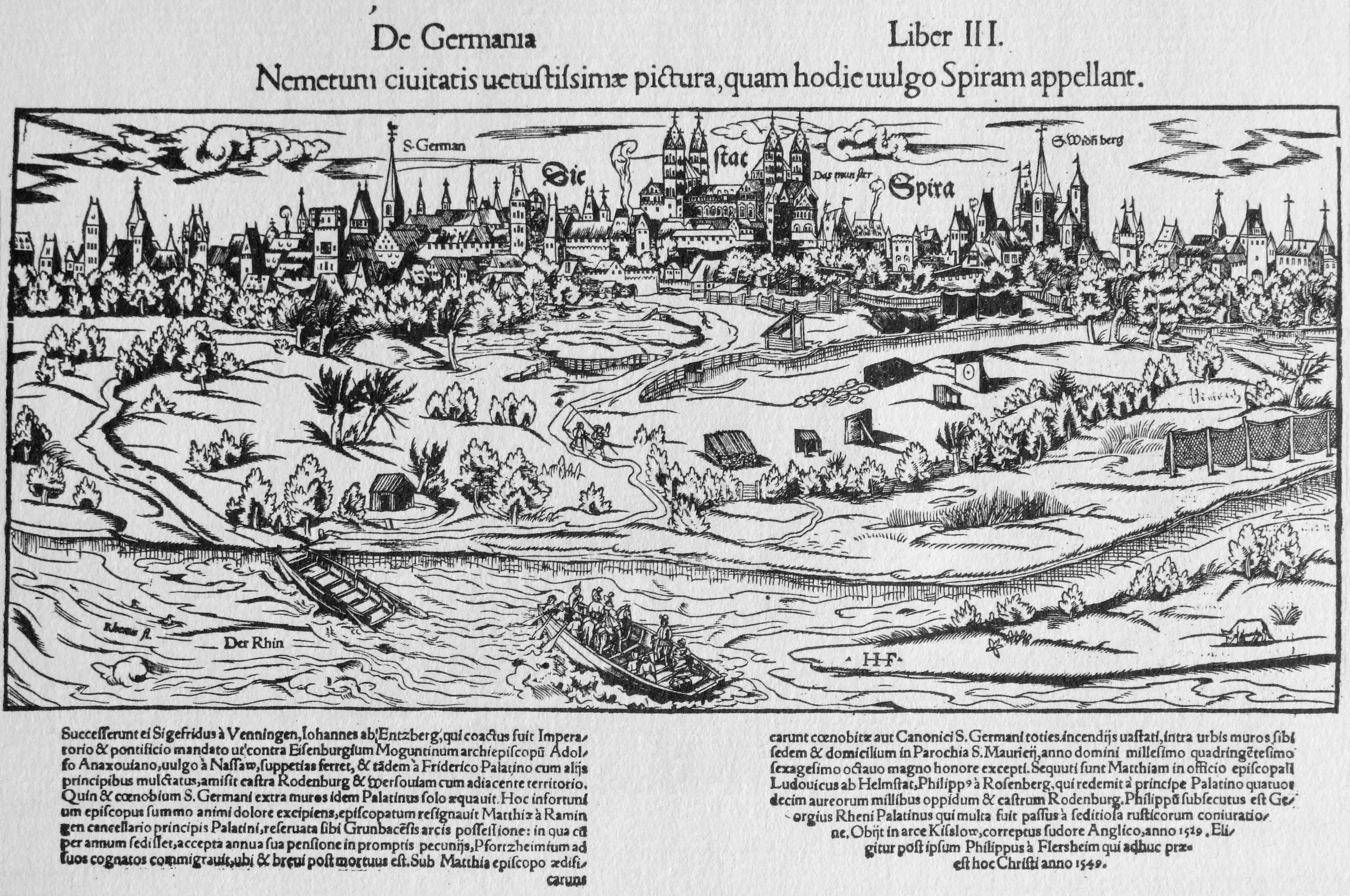
Niederländischer Postkurs, Anleger der Rheinhausener Fähre bei Speyer, Holzschnitt aus Sebastian Münsters Cosmographia um 1550

Im Jahre 1540 übereignete der Brüsseler Generalpostmeister Johann Baptista von Taxis das Postamt Rheinhausen mit den Filialen Bobenheim bei Worms und Diedelsheim bei Bretten zum Nießbrauch auf Lebenszeit an die Brüder Seraphin I. und Bartholomäus von Taxis. Sein ältester Sohn Franz II. von Taxis erweiterte diese Übereignung im Jahre 1543 auf Augsburg und Roßhaupten (Rochapt). Diese Urkunden bestätigen den Verlauf des Postkurses und die seit den 1520er Jahren belegten Poststationen. Aus den Prozessakten zwischen dem Brüsseler Generalpostmeister Leonhard I. von Taxis und Seraphin II. von Taxis, dem Postmeister von Augsburg und Rheinhausen, aus dem Jahre 1568 ist jedoch auch bekannt, dass die Poststation Roßhaupten bereits 1549 nach Scheppach und die Poststation Diedelsheim 1563 nach Knittlingen verlagert wurde, sodass Seraphin II. die Einnahmen entzogen wurden.
Weitere Belege für den Verlauf des Niederländischen Postkurses zwischen 1540 und 1560 sind österreichische Abrechnungen und die Mailänder Postordnung  aus dem Jahre 1546.
Im Jahre 1540 ritt der Postkoordinator Matthias von Taxis im Auftrag Ferdinands I. mit der Post von Haguenau im Elsass nach Brügge und rechnete anschließend die Gebühren ab. Nach dieser Quelle gab es auf dem elsässischen Abzweiger zwischen Haguenau und Rheinhausen „3 Posten“ (Poststationen), dann „von Rheinhausen bis Amur (14 Posten, eine Post 1 Krone) 22 fl. 30 kr., über die Musel 1 Pazen, von Amur bis Brüssel 3 fl. 4 kr“.
Die Mailänder Postordnung von 1546, in der die Gebühren für „postierende“ Reisende genannt wurden, bestätigt die Anzahl der Poststationen am Niederländischen Postkurs.
„Ein Kurier nach [...] Gent, auf dem Weg durch Deutschland, es sind 57 Posten“
„Ein Kurier nach Speyer, 37 Posten, kostet 65 Scudi“
Nach diesen Quellen gab es im Jahre 1540 zwischen Rheinhausen und Namur bereits 14 Poststationen. Wegen der Nennung von Arzfeld in den Abrechnungen von Schloss Neuerburg aus dem Jahre 1537 ist sicher, dass die Post weiterhin auf der 1522 belegten Route ritt. Dagegen bleibt unsicher, ob der Kurs bereits über das nördliche Land Luxemburg mit Asselborn führte oder ob noch die direkte Verbindung von Flamisoul nach Arzfeld bestand. Erst das Binsfelder Postwegekreuz aus dem Jahre 1551 verweist auf eine veränderte Route und zusätzliche Zwischenstationen.

## 1561–1563

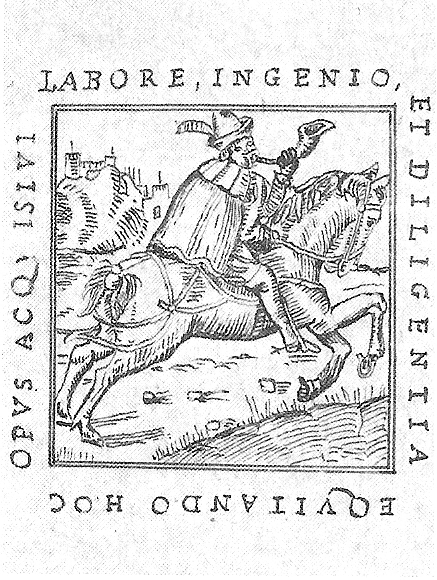
Titelvignette des Postreisebuchs von Giovanni da l'Herba

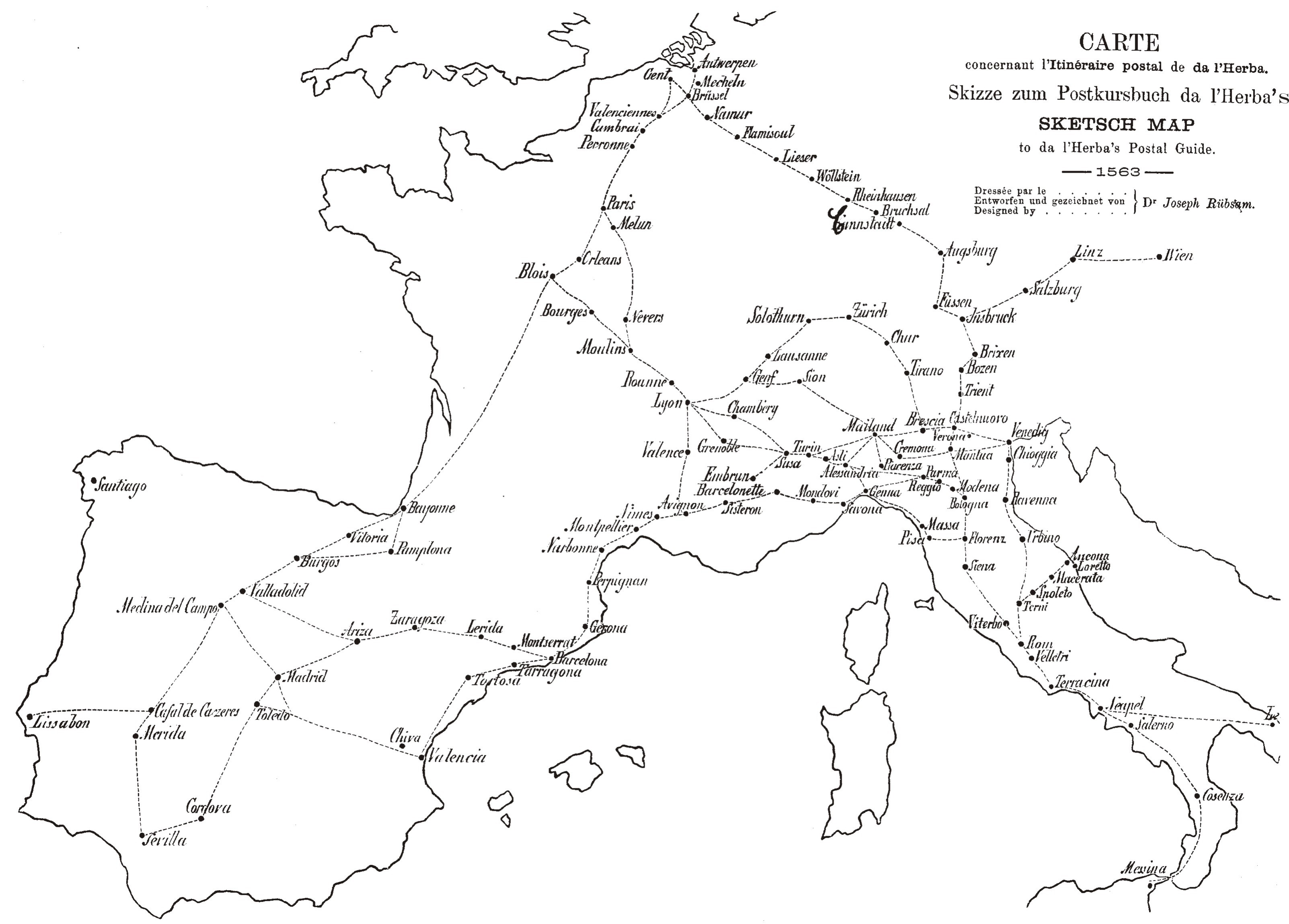
Europäische Postkurse 1563 nach da l’Herba

Mit der endgültigen Einführung der Ordinaripost, einer zu festen Zeiten reitenden allgemein zugänglichen Post, die auch Wertgegenstände und Lasten transportierte, kamen zusätzliche Pferdewechselstationen hinzu, sodass sich der Abstand auf 2 – 3 Meilen verkürzte. Von nun ab starteten die Ordinari-Stafetten einmal wöchentlich zur selben Uhrzeit. Ein Nachteil dieser Regelung war, dass die Rittzeiten bekannt waren und somit auch für Räuber planbar wurden. So häuften sich in der Zeit von 1555 bis 1561 die Überfälle. Aus diesem Grund unternahm der Hofpostmeister Christoph von Taxis im Auftrag Kaiser Ferdinands I. im Oktober 1561 eine Inspektionsreise, wobei er von Augsburg bis Bobenheim bei Worms auf der Postroute ritt. In seinem Rechenschaftsbericht nannte er verschiedene angerittene Stationen, die durch das 1563 erschienene Handbuch für Postreisende von Giovanni da l'Herba bestätigt werden.
Giovanni da l’Herba, die detaillierteste Quelle für die frühen Poststationen, führte in seinem Itinerar 20 Stationen zwischen Rheinhausen und Brüssel namentlich auf, ebenso wie die Stationen zwischen Rheinhausen und Trient. Zur Zeit des Reisebuches von da l’Herba war fast durchgängig der Dreimeilenabstand (22,5 km) zwischen den einzelnen Poststationen eingeführt.
Erst im Jahre 1577 entstand ein Abzweiger von Wöllstein nach Köln, zunächst als Fußbotenpost, ab 1579 als berittene Post.

## Strukturwandel durch die Habsburger Erbteilungen
Nach den Rücktritten Karls V. fielen die Niederlande und die italienischen Besitzungen an Philipp II. von Spanien, während Ferdinand I. in den Habsburger Stammlanden, Böhmen, Ungarn, Vorderösterreich und als deutscher König und Kaiser ab 1558 im Reich herrschte. Damit änderte sich auch die Struktur der Niederländischen Postroute. Einerseits war sie ein Postkurs im Reich, andererseits eine Transitroute von den Spanischen Niederlanden nach Italien. Die Hauptkosten trug die spanische Krone. Organisatoren und Betreiber blieben die Brüsseler Generalpostmeister aus dem Hause Taxis.
Durch die Teilung der Habsburger Stammlande nach dem Tod Kaiser Ferdinands I. im Jahre 1564 fiel Tirol an Erzherzog Ferdinand. Damit verlief der Transitpostkurs von den Spanischen Niederlanden nach Italien einerseits im Reich, wurde aber andererseits auch von der Tiroler Landespost bis Trient genutzt und anteilig bezahlt.

## Finanzierung
Die Betreibung der Felleisenstafetten am Niederländischen Postkurs war anfangs sehr kostenintensiv. Ab 1490 trugen zunächst Maximilian I. und die Innsbrucker Rechnungskammer („Raitkammer“) die Kosten. Zwischen 1495 und 1500 gelang es Maximilian, den Mailänder Herzog Ludovico Sforza als Finanzier zu gewinnen. Auch Maximilians Sohn Philipp beteiligte sich seit 1596 von den Burgundischen Niederlanden aus an der Finanzierung.
Im Postvertrag von 1505 wurde die Bezahlung des Niederländischen Postkurses neu geregelt. Der Postkurs nach Innsbruck sollte innerhalb der Reichsgrenzen bis zum Aufenthaltsort Maximilians I. bezahlt werden, aber nicht außerhalb. Wenn sich also Maximilian in den Niederlanden aufhielt, hatte die Innsbrucker Hofkammer sämtliche Kosten zu tragen, was nach dem frühen Tod Philipps im Jahre 1506 zu Streitigkeiten mit Maximilians Tochter Margarete von Österreich, der Statthalterin der Niederlande, führte.
Mit der vorzeitigen Volljährigkeitserklärung Karls V. und dessen Übernahme der spanischen Königswürde im Jahre 1516 (Karl I. von Spanien) wurde eine neue Abmachung getroffen. Karl übernahm sämtliche Kosten für die Transitroute auf dem Landweg nach Italien, wofür Franz und Johann Baptista von Taxis wie 1505 eine Pauschale erhielten. Zusätzlich trug Karl V. die Kosten bis zum Aufenthaltsort Maximilians, innerhalb und außerhalb des Heiligen Römischen Reiches.
Vor Karls zweiter Spanienreise im Jahre 1522 und der Interessenaufteilung zwischen Karl V. und Karls Bruder Ferdinand gab es erneut eine Kostenaufteilung. So übernahm Ferdinand anteilig die Kosten für die Hofpostroute nach Stuttgart und Württemberg, das bis zur Rückkehr Herzog Ulrichs im Jahre 1534 unter Habsburger Verwaltung stand.
Nach Karls Rücktritten 1555/56 fielen die niederländischen und italienischen Gebiete der Habsburger an Philipp II., womit der Niederländische Postkurs eine Transitroute wurde, gleichzeitig aber auch ein Postkurs im Reich war.
Von nun ab trugen die Spanischen Niederlande und damit Spanien die Kosten für die Transitfelleisen und die Beförderung der dynastischen Post, die von der Rechnungskammer in Lille bezahlt wurde.
Bedingt durch den Aufstand der Niederlande, die Vertreibung des Brüsseler Generalpostmeisters Leonhard I. von Taxis und mehrere spanische Staatsbankrotte kam es zu Zahlungsrückständen. Dies führte ab dem Herbst 1568 bis zum Zahlungsausgleich im Jahre 1596 zu mehreren Streiks der Posthalter zwischen Wöllstein und Augsburg und zu Routenunterbrechungen, siehe Habsburger Post (1557–1597).
Erst nach der Gründung der Kaiserlichen Reichspost im Jahre 1597 und der verstärkten Öffnung für die Öffentlichkeit reduzierten sich die Zuschüsse. Im Laufe des 17. Jahrhunderts finanzierte sich die Post durch das erhöhte Briefaufkommen und die Portoeinnahmen selbst und warf für die Familie der Taxis als Betreiber hohe Gewinne ab.

## Nach 1596

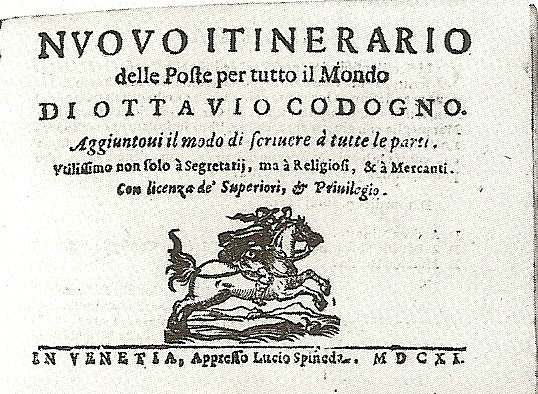
Titel des Postreisebuches von Ottavio Codogno, Ausgabe von 1611

Nach der endgültigen Konsolidierung trat am 16. Oktober 1596 eine neue Postordnung in Kraft, die alle Posthalter am Niederländischen Postkurs unterschreiben mussten. In dieser Postordnung wurden auch individuelle Beförderungszeiten festgelegt, die – außer bei höherer Gewalt – nicht überschritten werden durften.
Im Jahre 1597 entstand die von der Brüsseler Zentrale aus betriebene Kaiserliche Reichspost, die sich auf ein Privileg Rudolfs II. berief und einen Alleinvertretungsanspruch vertrat. An der Streckenführung des Niederländischen Postkurses änderte sich nichts.
Im Jahre 1615 vereinbarten der Generalerbpostmeister Lamoral von Taxis und der Augsburger Postmeister Octavio von Taxis eine Kompetenzabgrenzung und Kostenaufteilung. Octavio, der weiterhin dem Brüsseler Generalpostmeister unterstand, wurde verpflichtet, „alle Posten von Lysur“ (=Lieser) „bis einschließlich Mantua, welche die welsche und ndl. Ordinari führen“ vierteljährlich im Voraus zu bezahlen und darüber abzurechnen. Die Poststationen bis Lieser dagegen sollten auch künftig von der Brüsseler Zentrale aus bezahlt werden.
Durch die Initiative des Frankfurter Postmeisters Johann von den Birghden wurde ab 1615 das Postnetz der Kaiserlichen Reichspost ausgeweitet, und es kamen zusätzliche Abzweiger der Hauptroute und neue Postkurse hinzu.

## Routenverlagerungen im Dreißigjährigen Krieg
Nach dem Ausbruch des Dreißigjährigen Krieges kam es häufig zu Störungen, aber erst mit dem Eingreifen der Schweden unter Gustav Adolf wurde der Weg durch das Reich für die Post unpassierbar. So beauftragte Kaiser Ferdinand II. die Brüsseler Generalpostmeisterin Alexandrine von Taxis am 13. Januar 1632, eine Ausweichroute auf der westlichen Seite des Rheins über Breisach und Nancy nach Flamisoul einzurichten, da dem Postmeister von Rheinhausen „von Feinden, die über den Rhein setzten, Ordinarifelleisen samt Briefen und Pferden weggenommen.“ wurden. Ebenso gab es vor 1636 eine Umleitung über Düren und Köln, die eine Verspätung von sechs bis sieben Tagen bedeutete.
Nach dem Prager Interimsfrieden erfolgte auf kaiserlichen Befehl vom 13. August 1636 eine Rückverlagerung auf den alten Kurs über das Herzogtum Luxemburg, „Stift Tryer“ (Kurtrier mit den Stationen Binsfeld und Lieser) und den Hunsrück. Mit dem Eingreifen Frankreichs im Schwedisch-Französischen Krieg und der Besetzung der Pfalz wurde der Weg über den Hunsrück unpassierbar.
Daher entstand etwa zu Beginn der Amtszeit des Brüsseler Generalpostmeisters Lamoral Claudius Franz von Taxis im Jahre 1646 eine Ausweichroute ab Lieser, die über Alf, Karden, und dann weiter über Dietkirchen bei Limburg, Frankfurt am Main und Nürnberg nach Augsburg führte.
Trotz des Westfälischen Friedens im Oktober 1648 ritt die Post erst ab Januar 1651 wieder auf der Route über den Hunsrück, Rheinhausen, Württemberg und Augsburg.

## Neuorientierung nach dem Dreißigjährigen Krieg
In den Folgejahren weitete sich das Postnetz der Kaiserlichen Reichspost sowie der konkurrierenden Landespostanstalten aus, und es zeigte sich eine zunehmende Tendenz, Städte einzubeziehen. Dies galt auch für den Niederländischen Postkurs. Viele dörfliche Poststationen wurden zugunsten von städtischen Postämtern aufgegeben, nicht zuletzt wegen des höheren Briefaufkommens und der Einführung der Postkutschen für Postreisende.
Ab 1680/81 gab es im nördlichen Teil der Route gravierende Änderungen durch die Einbeziehung der Städte Luxemburg und Trier, wobei die Stationen zwischen Flamisoul und Lieser aufgehoben wurden. Zunächst verlief der Postkurs noch von Trier über Lieser, wurde aber 1698 über Büdlich und Haag verlegt.

## Auswirkungen der Eroberungskriege Ludwigs XIV.

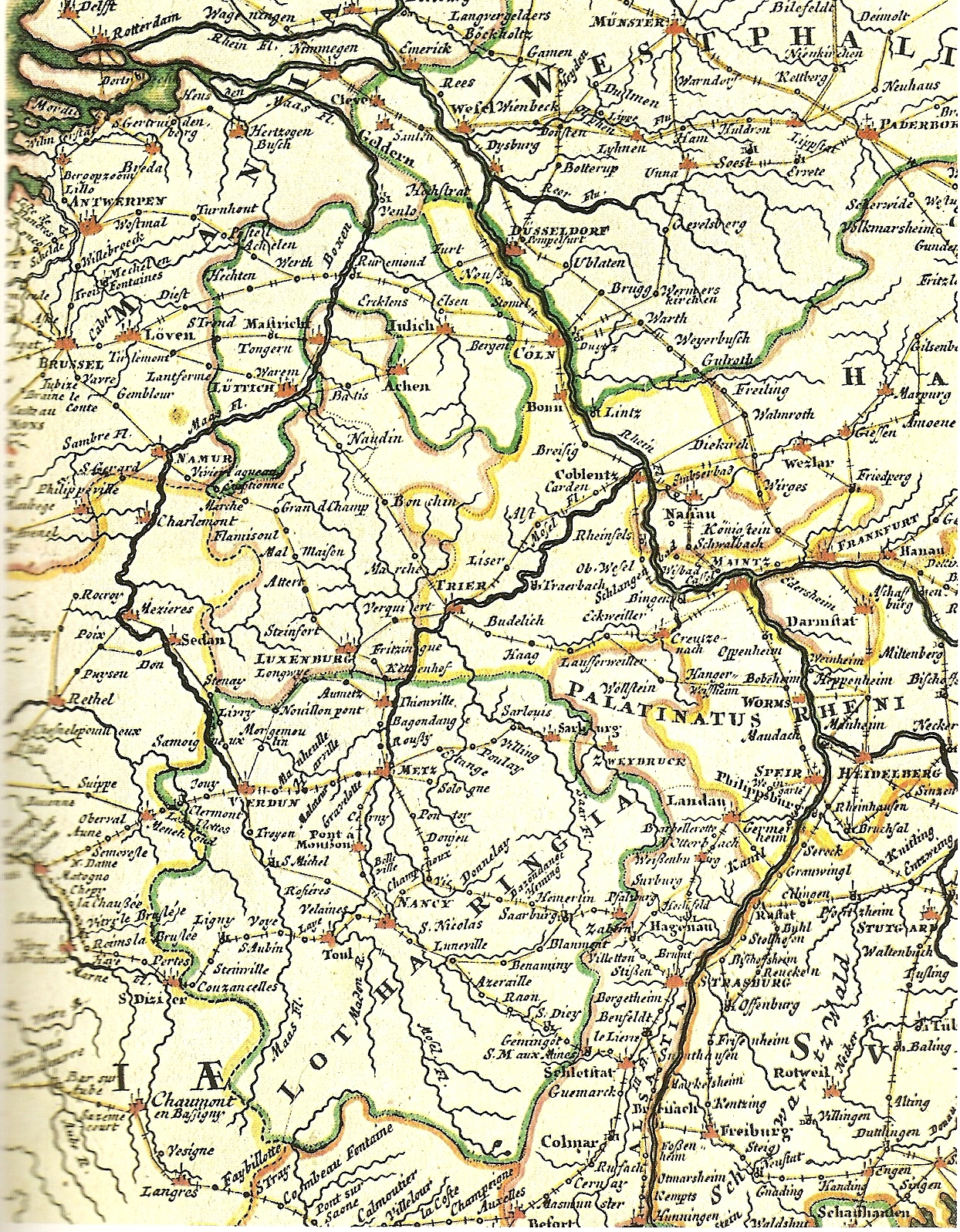
Postkurse im nördlichen Teil der Route um 1709/1714

Neue Probleme, die den Fortbestand der Transitroute gefährdeten, entstanden durch die Eroberungskriege Ludwigs XIV. Bereits im Holländischen Krieg kam es zu Störungen des Postverkehrs, Routenunterbrechungen, Besetzungen und Plünderungen. Während der Reunionskriege und der Besetzung des Herzogtums Luxemburg geriet die 1680/81 verlagerte Teilstrecke ab Flamisoul unter französische Kontrolle, im Pfälzischen Erbfolgekrieg auch ein Großteil des Kurfürstentums Trier. Nach Verhandlungen mit dem französischen Kriegsminister Louvois erzielte der Generalpostmeister Eugen Alexander von Thurn und Taxis im Jahre 1689 ein Abkommen über die Weiterbetreibung der Transitroute, den Transport von verschlossenen Postfelleisen durch die besetzten Gebiete, den gegenseitigen Briefaustausch, sowie die Ausstellung von Pass- und Schutzbriefen für die Postreiter, Kuriere und Posthalter. Die französische Besetzung endete erst im Oktober 1697 mit dem Frieden von Rijswijk.
Mit dem Aussterben der Spanischen Habsburger im November 1700, dem Ausbruch des Spanischen Erbfolgekriegs im Jahre 1701 und der Besetzung der Spanischen Niederlande und Luxemburgs durch Truppen Ludwigs XIV. endete der traditionelle Transitpostkurs Brüssel – Innsbruck – Italien. Im September 1701 verkündete der neue spanische König Philipp V., ein Enkel Ludwigs XIV., das Ende des Niederländischen Postgeneralats und die Absetzung Eugen Alexanders von Thurn und Taxis als spanisch-niederländischem Generalpostmeister. In den besetzten Gebieten wurde der Niederländische Postkurs in das französische Postnetz integriert und nach französischem Vorbild neu organisiert.
Eugen Alexander von Thurn und Taxis übersiedelte Anfang des Jahres 1702 nach Frankfurt am Main, wo unter seiner Leitung die neue Zentrale der Kaiserlichen Reichspost entstand.

## Ausblick

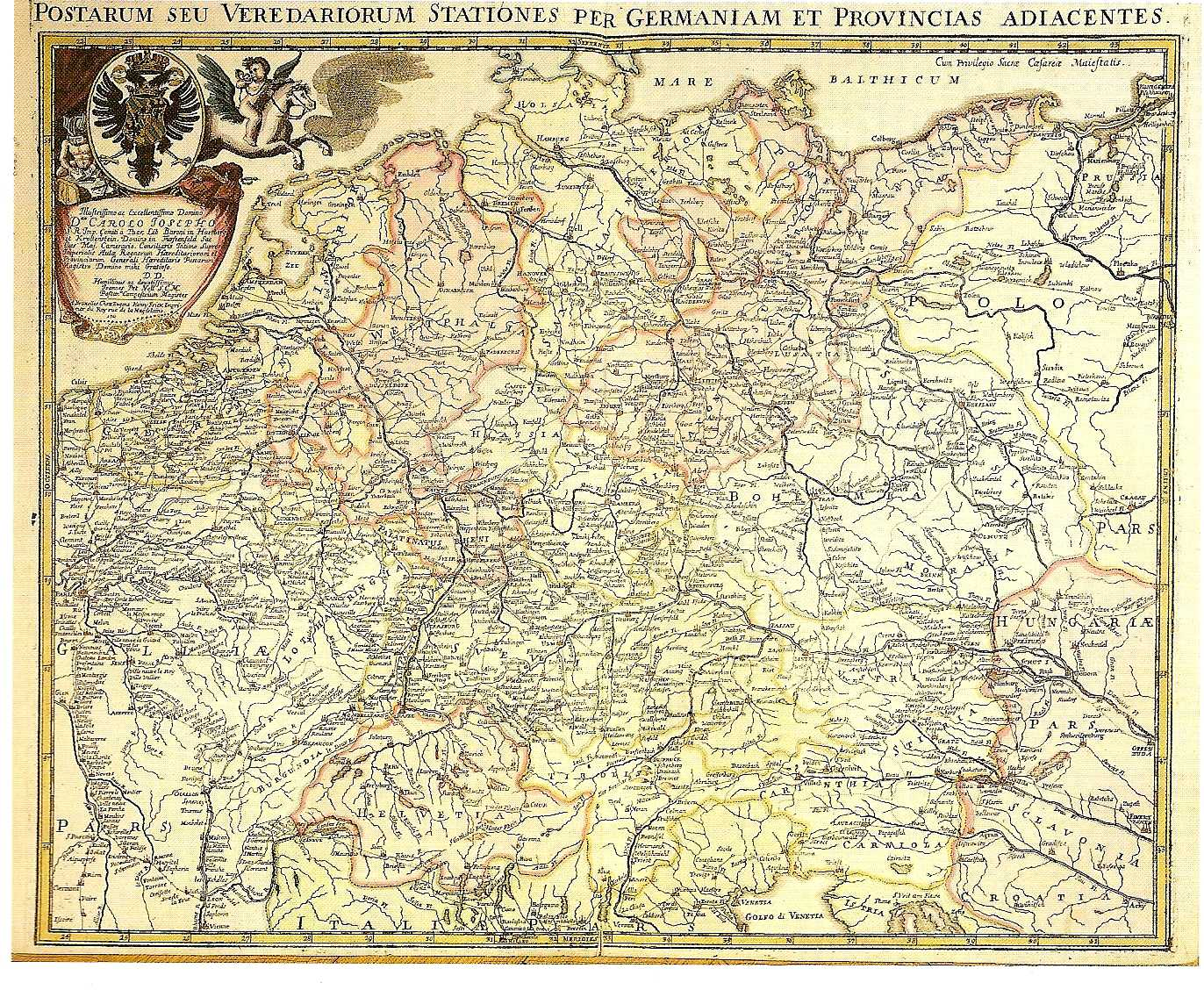
Postkurse bis Italien 1711

Ein Postkurs von Brüssel über Rheinhausen und Württemberg nach Augsburg, Innsbruck und Italien bestand zwar mit kriegsbedingten Grenz- und Briefübergabestellen weiter, hatte aber an Bedeutung verloren und gehörte von nun ab innerhalb der Grenzen des Heiligen Römischen Reiches zur Kaiserlichen Reichspost. Die Teilstrecke südlich von Augsburg blieb bestehen, einerseits als Tiroler Landespost, andererseits als überregionale Verbindung zu den Kriegsschauplätzen in Italien. Nach dem Ende des Spanischen Erbfolgekrieges mit dem Rastatter Friede 1714, der die 1713 abgeschlossenen Friedensverträge von Utrecht bestätigte, fielen die ehemaligen Spanischen Niederlande mitsamt Luxemburg, sowie die italienischen Besitzungen an das österreichische Haus Habsburg. Erst im Jahre 1725 konnte der Generalpostmeister Anselm Franz von Thurn und Taxis das gesamte Postwesen in den nunmehr Österreichischen Niederlanden pachten, sodass es wieder einen Postkurs von den Niederlanden nach Italien unter einheitlicher Führung gab.

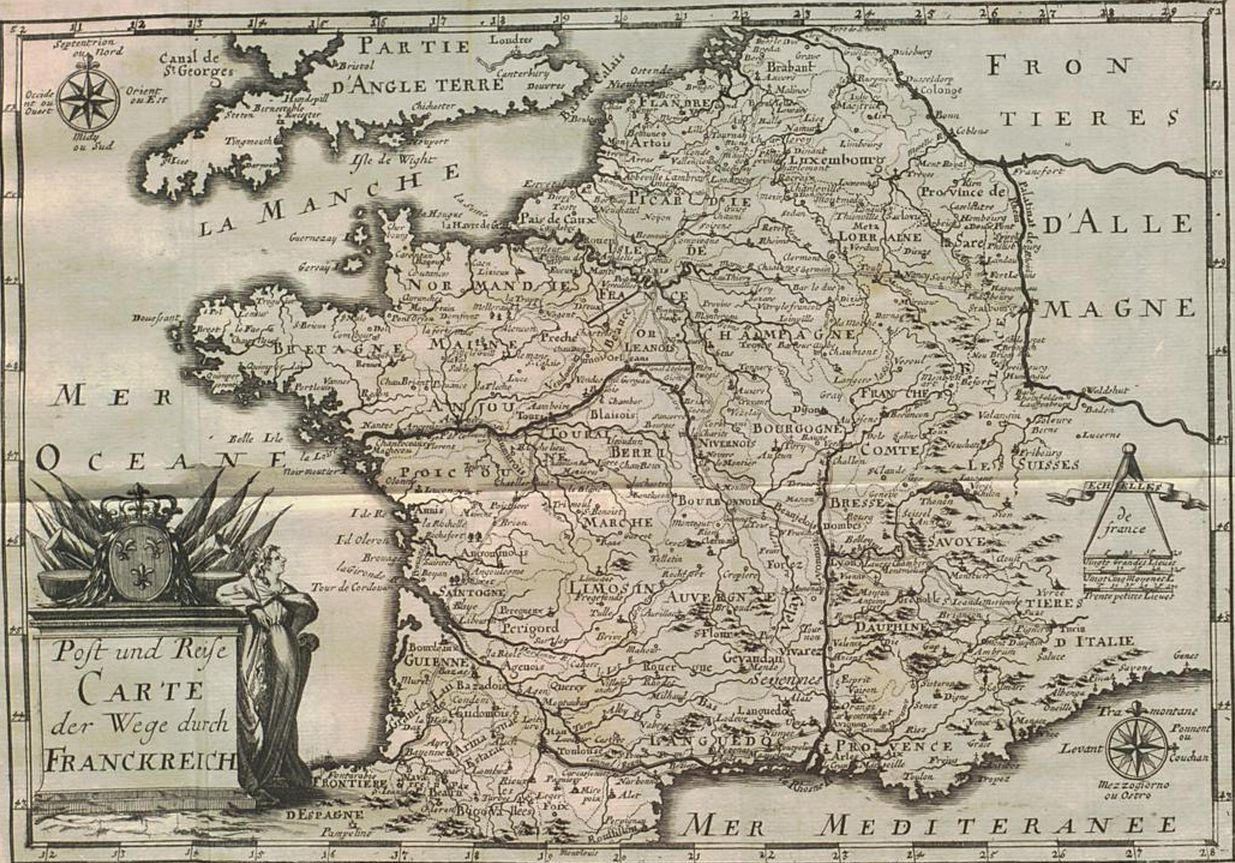
Post und Reisekarte der Wege durch Frankreich um 1703

## Zusammenfassende Liste
Einen Überblick über die nach 1519 belegten festen Poststationen mitsamt den urkundlich gesicherten Daten gibt die Liste der Poststationen des Niederländischen Postkurses. Auch die gravierenden Änderungen im Streckenabschnitt Brüssel – Rheinhausen im späten 17. Jahrhundert werden in der Liste berücksichtigt.

## Historische Rekonstruktion
Anlässlich des Jubiläums 500 Jahre Post ritt im Jahr 1990 unter dem Motto Historischer Postkurs einmalig wieder eine Reiterstafette unter ähnlichen Bedingungen wie im frühen 15. Jahrhundert auf dem Niederländischen Postkurs von Innsbruck nach Mechelen.

## Sekundärliteratur (Auswahl)
- Hermann-Josef Becker: Der Postkurs Brüssel – Innsbruck im Eifel-, Mosel und Hunsrück-Raum, in: Postgeschichtliche Blätter Saarbrücken 1962/1, S. 12–17, 1962/2, S. 4–10
- Wolfgang Behringer: Thurn und Taxis, Piper, München/Zürich 1990, ISBN 3-492-03336-9
- Wolfgang Behringer: Im Zeichen des Merkur, Vandenhoeck & Ruprecht, Göttingen 2003, ISBN 3-525-35187-9
- Leon Bodé: Die Verlegung des italienisch-niederländischen Postkurses im Hunsrück, Eifel- und Ardennenraum, in: Archiv für deutsche Postgeschichte (AfdPg) 1/1994, S. 8–19
- Uli Braun: Die Post – erstmals in Memmingen erwähnt, in: Archiv für deutsche Postgeschichte 2/1990
- Ottavio Codogno: Nuovo Itinerario delle poste per tutto il mondo, 1608
- Martin Dallmeier: Quellen zur Geschichte des europäischen Postwesens 1501–1806, Teil I, Quellen – Literatur – Einleitung, Verlag Michael Lassleben, Kallmünz 1977
- Martin Dallmeier: Quellen zur Geschichte des europäischen Postwesens 1501–1806, Teil II, Urkunden-Regesten, Verlag Michael Lassleben, Kallmünz 1977
- Martin Dallmeier: Die habsburgische kaiserliche Reichspost unter dem fürstlichen Haus Thurn und Taxis, in: Archiv für deutsche Postgeschichte 2/1990, S. 13–32
- Eduard Effenberger: Aus alten Postakten, Quellen zur Geschichte der österreichischen Post, ihrer Einrichtungen und Entwicklung, Verlag der Zeitschrift für Post und Telegraphie, R. Spies & Co, Wien 1918
- Adolf Korzendorfer: Urkunden zur Frühgeschichte der Deutschen Post, in: Archiv für Postgeschichte in Bayern (APB), 3/1927, S. 70–74
- Otto Lankes: Die Post in Augsburg von ihren Anfängen bis zum Jahre 1808, Dissertation München 1914
- Wilhelm Mummenhoff: Der Nachrichtendienst zwischen Deutschland und Italien im 16. Jahrhundert, Dissertation Berlin 1911
- Fritz Ohmann: Die Anfänge des Postwesens und die Taxis, Verlag von Duncker und Humblot, Leipzig 1909
- Lucas Rem (Hrsg. B. Greiff): Tagebuch aus den Jahren 1494-1541, Hartmann’sche Buchdruckerei Augsburg 1861
- Joseph Rübsam: Johann Baptista von Taxis, Herder, Freiburg im Breisgau 1889
- Ernst-Otto Simon: Der Postkurs von Rheinhausen bis Brüssel im Laufe der Jahrhunderte, in: Archiv für deutsche Postgeschichte 1/1990, S. 14–41